# Schizanthus pinnatus
Espèce
Schizanthus pinnatus est une espèce de plantes à fleurs de la famille des Solanaceae. C'est une plante annuelle ou bisannuelle qui pousse principalement dans les régions tempérées. Son aire de répartition naturelle s'étend au centre et au sud du Chili.

## Description
Schizanthus pinnatus est une plante annuelle de 20 à 50 cm de haut, glanduleuse-pubescente, aux feuilles pennatiséquées de 2,5 à 3 cm de long, divisées en six à huit paires en segments oblongs-linéaires, entières ou séparées. Les fleurs sont blanches, roses ou violettes, de 2 à 3 cm de diamètre, disposées en inflorescences paniculées, parfois dichotomiques. Le fruit est une capsule globuleuse d'environ 5 mm de long. On l'appelle communément « petit papillon » (« mariposita ») ou « petit papillon blanc » (« mariposita blanca »),,.

## Répartition et habitat
Schizanthus pinnatus est originaire du Chili et naturalisé ailleurs. Cette plante a obtenu de la Royal Horticultural Society's un Award of Garden Merit comme plante ornementale.

## Dénominations
Ce taxon porte en français les noms vernaculaires ou normalisés suivants : 
- Fleur papillon[6],[7] ;
- Orchidée du pauvre[6],[7],[8] ;
- Schizanthe penné[6],[7].

## Systématique
Le nom correct complet (avec auteur) de ce taxon est Schizanthus pinnatus Ruiz & Pav..
Schizanthus pinnatus a pour synonymes :
- Schizanthus duodecemfidus Stokes
- Schizanthus evansianus Paxton
- Schizanthus floribundus Phil.
- Schizanthus gayanus Phil.
- Schizanthus gracilis var. angustifolius Reiche
- Schizanthus gracilis (Benth.) Clos
- Schizanthus grandiflorus-albus Washburn
- Schizanthus grandiflorus-oculatus Van Houtte
- Schizanthus grandiflorus-oculatus Van Houtte ex T.Moore
- Schizanthus humilis Phil.
- Schizanthus latifolius Phil.
- Schizanthus lilacinus Kunze
- Schizanthus major Hoffmanns.
- Schizanthus major Hoffmanns. ex Steud.
- Schizanthus oculatus-atropurpureus Washburn
- Schizanthus pinnatifidus Lindl.
- Schizanthus pinnatus f. papilionaceus Voss
- Schizanthus pinnatus var. gracilis Benth.
- Schizanthus pinnatus var. grandiflorus-oculatus (Van Houtte ex T.Moore) Groenland
- Schizanthus priestii Paxton
- Schizanthus tenuifolius Phil.
- Schizanthus violaceus Anon.